# Belgien i olympiska vinterspelen 1998
Belgien deltog med en deltagare vid de olympiska vinterspelen 1998 i Nagano. Landets deltagare erövrade en bronsmedalj.

## Medaljer

### Brons
- Bart Veldkamp - Skridskor.